# Angelo Morbelli
Pour les articles homonymes, voir Morbelli.
Angelo Morbelli, né le 18 juillet 1853 à Alexandrie dans la région du Piémont et mort le 7 novembre 1919 à Milan, est un peintre italien divisionniste.

## Biographie
Angelo Morbelli est né le 18 juillet 1853 à Alexandrie dans la région du Piémont. Il est le fils de Giovanni, un fonctionnaire d'État, originaire de Casale Monferrato et de Giovannina Ferraris.
Durant sa toute petite enfance, il révèle une propension musicale marquée, mais à l'âge de sept ans, alors qu'il est au collège de Triverio di Casale, il contracte une mastoïdite qui le conduit à une surdité progressive ; à cause de cette infirmité, ses parents l'orientent vers l'étude du dessin avec un peintre local.
À l'Académie des beaux-arts de Brera à Milan, il étudie sous Giuseppe Bertini et Raffaele Casnédi de 1867 à 1876.
Il commence à exposer, à Milan puis à Turin. Les thèmes choisis vont de l'histoire au paysage. En 1880, l'exposition du Goethe mourant à Brera est connue du grand public.
Il expose en France et en Angleterre, dès 1882-1884.
À partir de 1883, les thèmes picturaux de Morbelli sont orientés vers l'interprétation de la réalité. En particulier, il commence à représenter les personnes âgées hospitalisées dans le Pio Albergo Trivulzio (en), un thème qui lui a toujours été particulièrement cher. Cette année-là, il remporte le prix Fumagalli pour son œuvre Giorni.... ultimi.
Au début des années 1880, il épouse Maria Pagani, qui lui inspire de nombreuses peintures sur le thème de la maternité (il a eu quatre enfants de sa femme).
La technique Morbelli commence peu à peu à adopter la décomposition des couleurs et vers 1890, il embrasse le divisionnisme et se lie d'amitié avec Leonardo Bistolfi et Giuseppe Pellizza da Volpedo.
Il peint ensuite les paysages des rizières de Casale. Après avoir acheté une maison dans le hameau de Colma, près de Rosignano Monferrato, elle devient l'objet de nombreuses peintures.
Il se consacre également à la représentation des paysages de montagne, lors des nombreux séjours d'été à Santa Caterina Valfurva.
En 1897, il remporte la médaille d'or à Dresde avec Per Ottanta centesimi et S'avanza. En 1900, il reçoit la médaille d'or de l'Exposition universelle avec Giorno di festa al Pio Albergo Trivulzio.
Avec le nouveau siècle, le thème du Pio Albergo Trivulzio, des paysages marins et des thèmes liés à la maternité et à la vie, a repris.
En 1908-1909, il entre en contact avec Carrà et Boccioni.
Il passe ses dernières années entre les hivers milanais et les étés à Colma et dans le Val d'Usseglio, lieux qui continuent de l'inspirer dans son activité picturale.
Angelo Morbelli meurt le 7 novembre 1919 à Milan.

## Thèmes et technique
Il peint des paysages, des paysages urbains, de la peinture de genre, en utilisant la technique divisionniste.

## Œuvres
- Goethe morente (1880)[réf. nécessaire]
- Le Viatique, 1884, huile sur toile, 112 × 200 cm, Rome, Galerie d'Art Moderne[6]
- Asphyxie ! (côté gauche), 1884, huile sur toile, 159 × 111 cm, Galerie d'Art Moderne de Turin[7]
- Ritratto della moglie in costume monferrino (1885)[réf. nécessaire]
- Venduta (1887), tempera dur toile, 70 × 120 cm, Galerie d'art moderne de Milan[réf. nécessaire]
- La Gare centrale de Milan, 1889, huile sur toile, Galerie d'art moderne de Milan[8]
- Derniers jours, 1883, huile sur toile, 98 × 157 cm, Galerie d'art moderne de Milan[9]
- La Première lettre, 1890-1891, huile sur toile, 106 × 78 cm, Milan, collection privée[10]
- Jour de fête à l'hospice Trivulzio à Milan, 1892, huile sur toile, 78 × 123 cm, Musée d'Orsay, Paris[11]
- Pour quatre-vingts centimes, 1895-1897, huile sur toile, 69 × 123 cm, Museo Borgogna, Verceil[12]
- Le Noël des laissés-pour-compte, 1903, huile sur toile, 62 × 111 cm, Ca' Pesaro, Venise[13]
- Je me souviens quand j'étais une fille, 1903, huile sur toile, 71 × 112 cm, Pinacoteca divisionismo, Tortone[14]
- Un Noël ! Au Pio Albergo Trivulzio, 1909, huile sur toile, 99 × 173 cm, Turin, Galleria d'Arte Moderna[15]
- La Première messe à Burano, 1911, huile sur toile, 35 × 51 cm, Pinacoteca divisionismo, Tortone[16]
- L'Aube du Dimanche, 1915, 90 × 60 cm, Galleria d'arte moderna Ricci Oddi, Piacenza[réf. nécessaire]
- Bosco (Raggio di sole) (1917)[réf. nécessaire]
- Intérieur du réfectoire du Pio Albergo Trivulzio pendant un repas, 1919, huile sur toile, 41 × 50 cm, Palazzo Morando, Milan[17]
- Paesaggio con sfondo di montagne (1919)[réf. nécessaire]
- Nuage de la montagne, huile sur carton, 40 × 30 cm, Collection privée, vente 2024[18]
- Ritratto di Saffo Ottavi Morbelli (1919)[réf. nécessaire]

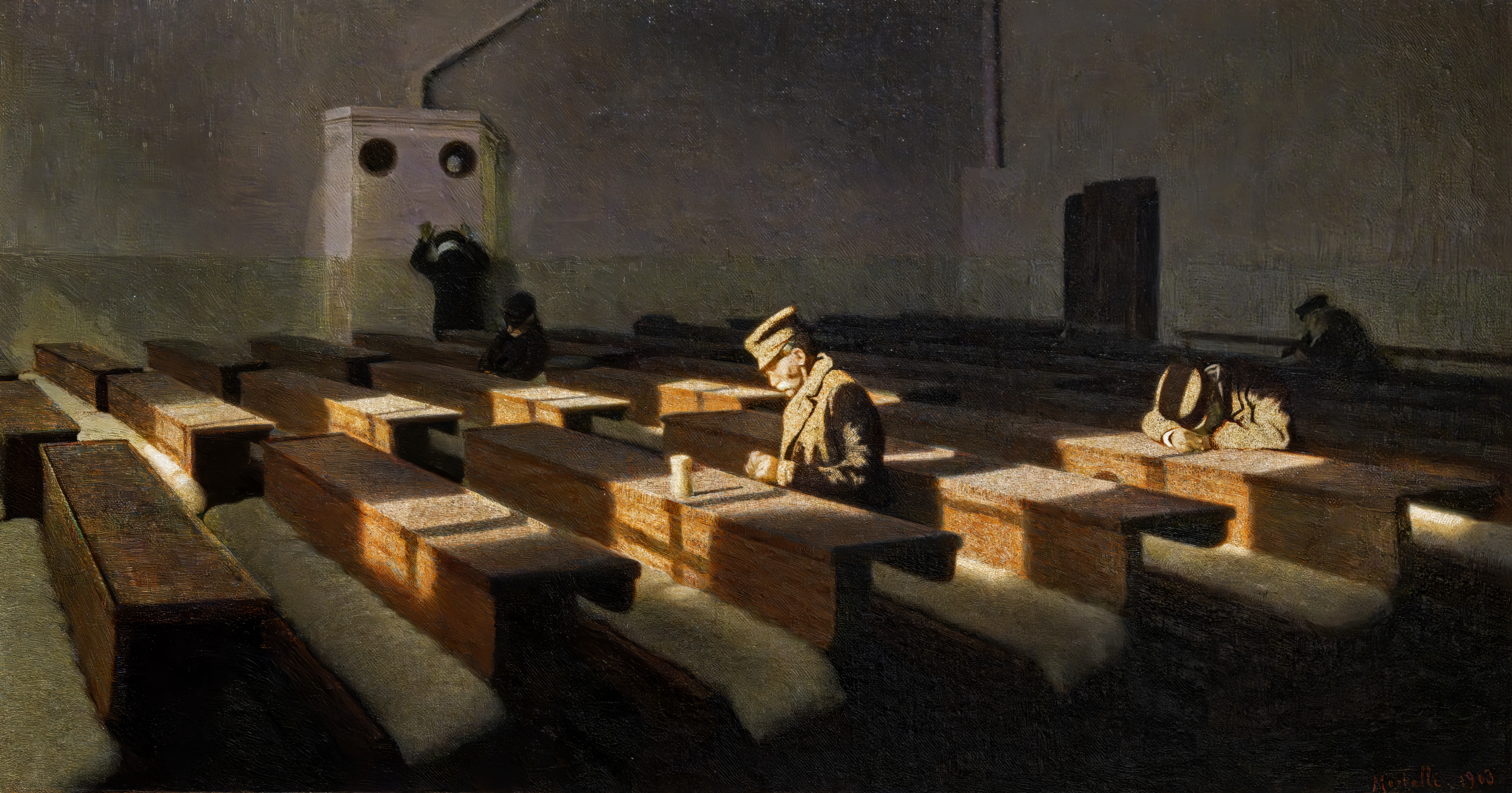
Le Noël des laissés-pour-compte (it), 1903. Ca' Pesaro
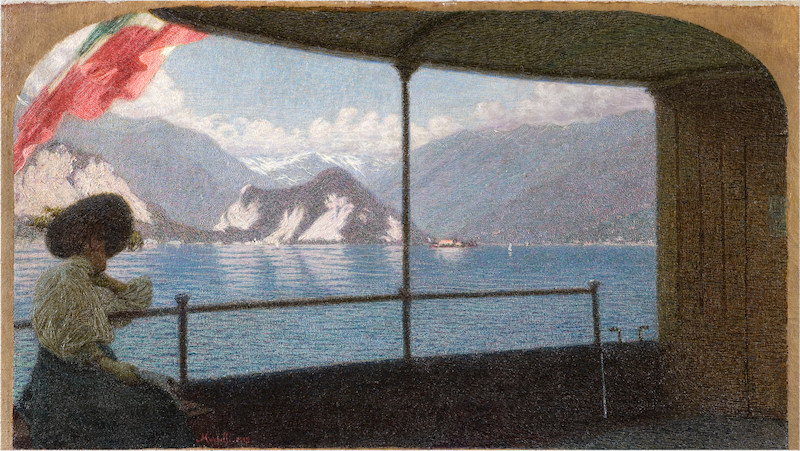
Battello sul Lago Maggiore, 1915, Fondation Cariplo.
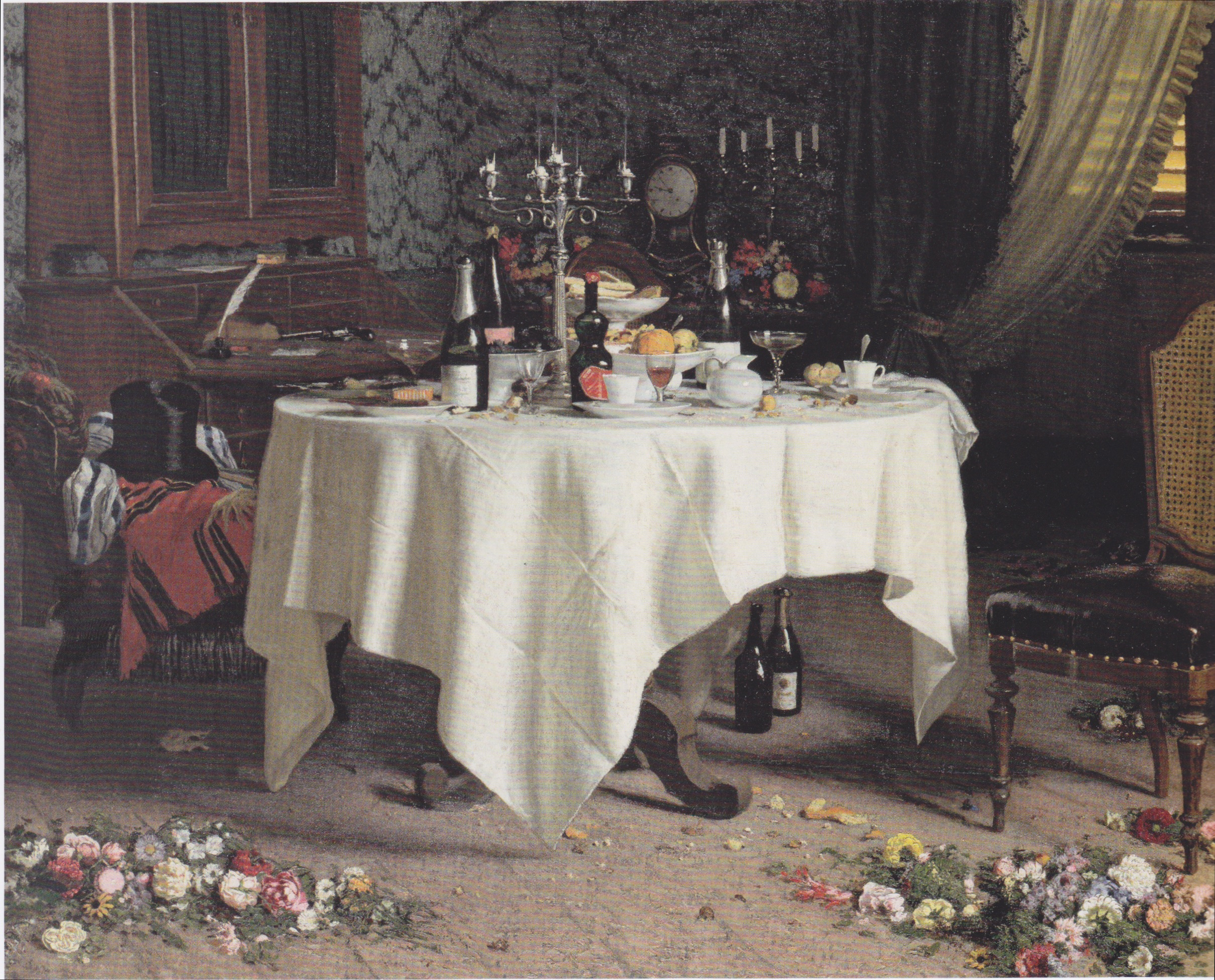
Asphyxie ! (côté gauche), 1884 Galerie d'Art Moderne de Turin
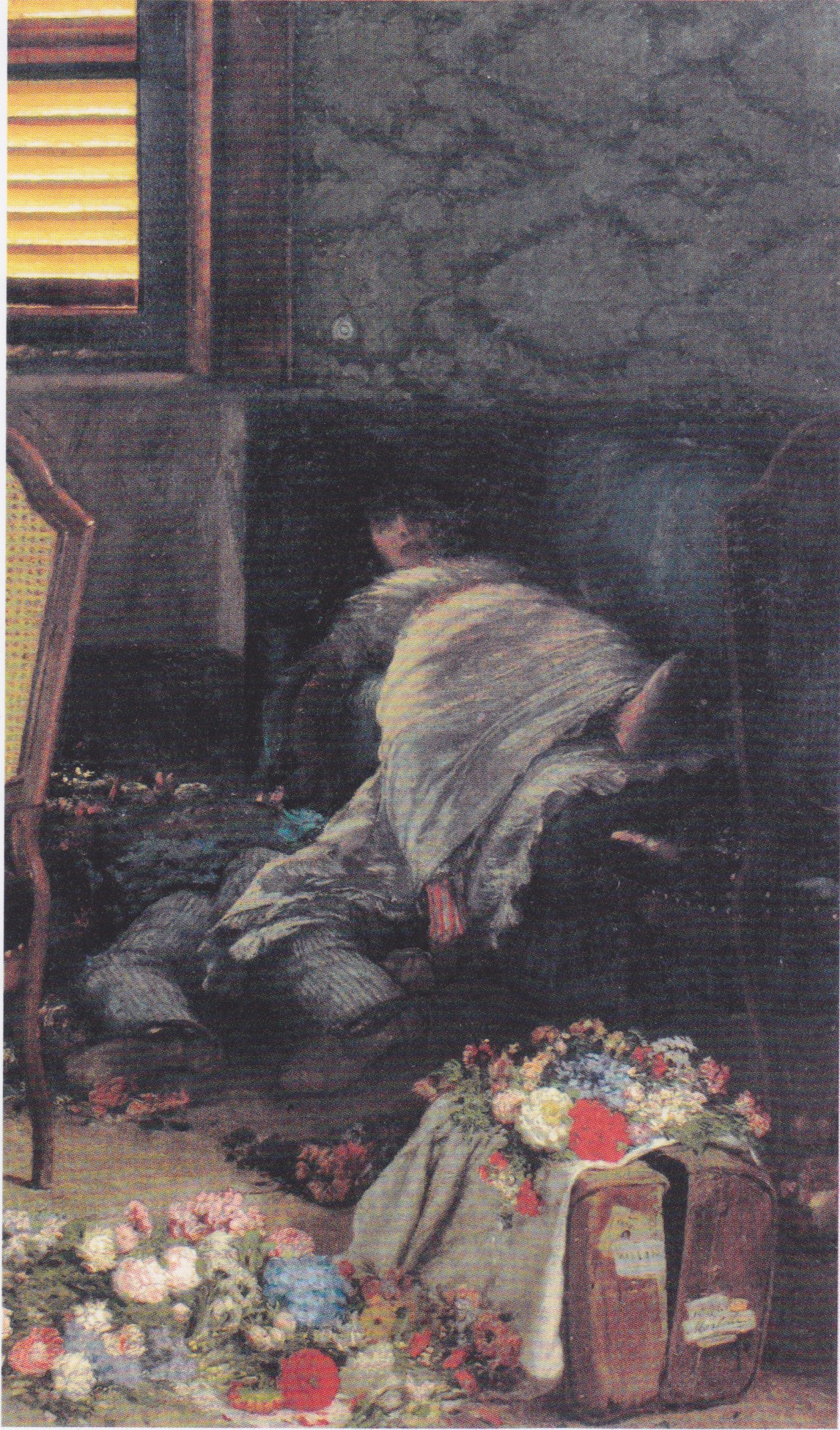
Asfissia! (it) (côté droit).